# 高橋光夫
高橋 光夫（たかはし みつお、1945年8月24日 - ）は、日本の政治家。元岩手県水沢市（現・奥州市）長（1期）。

## 来歴
岩手県紫波郡紫波町出身。1964年岩手県立盛岡商業高等学校卒。同年東北電力に入社、水沢営業所に勤務する。労働組合で活動する一方、民社党胆江総支部長、岩手県連書記長などを務める。1979年から水沢市議を7期務め、議長も2期務めた。2004年1月の水沢市長選挙に立候補し、無投票で当選した。同月29日に就任した。

### 2006年奥州市長選挙
2006年に水沢市は江刺市など4市町村と合併し、奥州市が発足した。それに伴い、同年2月19日に水沢市長を退任した。合併直後の奥州市長選挙に立候補した。この選挙では元江刺市長の相原正明と元衆議院議員の高橋嘉信の3人の争いとなった。選挙の結果相原正明が当選し、高橋光夫は落選した。
※当日有権者数：105,856人 最終投票率：79.84%（前回比：-pts）
| 候補者名 | 年齢 | 所属党派 | 新旧別 | 得票数       | 得票率 | 推薦・支持 |
| -------- | ---- | -------- | ------ | ------------ | ------ | ---------- |
| 相原正明 | 58   | 無所属   | 新     | 30,484票     | 36.5%  | -          |
| 高橋光夫 | 60   | 無所属   | 新     | 28,068.400票 | 33.6%  | -          |
| 高橋嘉信 | 52   | 無所属   | 新     | 25,078.500票 | 30.0%  | -          |

後に奥州市社会福祉協議会会長を務めた。